# Municipio de Garland (condado de St. Francis)
El municipio de Garland (en inglés: Garland Township) es un municipio ubicado en el condado de St. Francis en el estado estadounidense de Arkansas. En el año 2010 tenía una población de 1710 habitantes y una densidad poblacional de 16,07 personas por km².

## Geografía
El municipio de Garland se encuentra ubicado en las coordenadas 34°57′12″N 90°27′35″O / 34.95333, -90.45972. Según la Oficina del Censo de los Estados Unidos, el municipio tiene una superficie total de 106.43 km², de la cual 106,07 km² corresponden a tierra firme y (0,34 %) 0,36 km² es agua.

## Demografía
Según el censo de 2010, había 1710 personas residiendo en el municipio de Garland. La densidad de población era de 16,07 hab./km². De los 1710 habitantes, el municipio de Garland estaba compuesto por el 29,53 % blancos, el 68,3 % eran afroamericanos, el 0,23 % eran amerindios, el 0,7 % eran asiáticos, el 0,35 % eran de otras razas y el 0,88 % eran de una mezcla de razas. Del total de la población el 1,11 % eran hispanos o latinos de cualquier raza.